# Eberhard Strauch
Eberhard Strauch (* 7. Januar 1948; † 14. Juni 2025 in Herzlake) war ein deutscher Fußballspieler.

## Karriere

### Spieler
Eberhard Strauch spielte bis 1972 beim SV Meppen. Dann wechselte er ins Ruhrgebiet zu Rot-Weiss Essen. Mit den Essenern spielte er in der Regionalliga West. In seiner ersten Saison kam er auf zwei Einsätze, er spielte in der Hin- und Rückrunde jeweils gegen Borussia Dortmund. Zum Saisonende feierte Strauch mit seinen Mannschaftskollegen die Meisterschaft mit 5 Punkten Vorsprung vor dem SC Fortuna Köln. In der anschließenden Aufstiegsrunde setzte sich Essen – gegen SV Darmstadt 98, Röchling Völklingen, VfL Osnabrück und Wacker 04 Berlin – ohne Niederlage durch, somit war der Aufstieg in die Bundesliga perfekt. Von den acht Aufstiegsspielen, bestritt Strauch sieben. Die folgenden vier Jahre spielte Strauch für Essen in der Bundesliga. Am 27. November 1976, beim Auswärtsspiel gegen Eintracht Frankfurt, verletzte sich Strauch am Knie. Die Verletzung war so schwerwiegend, dass Strauch seine Karriere beenden musste.

### Trainer
Im Anschluss an seine Karriere als Spieler übernahm Strauch Trainerämter beim VfL Herzlake und TuS Lingen.